# Marek Toporowski
Marek Toporowski (ur. 19 marca 1964 w Warszawie) − polski klawesynista, organista, dyrygent. Koncertuje także na historycznych fortepianach.
Profesor zwyczajny. Kierownik Katedry Muzyki Dawnej Akademii Muzycznej w Krakowie (od 1 października 2016). W latach 2008–2012 był prorektorem, od roku akad. 2012/13 do 2015/16 kierownikiem Katedry Klawesynu i Historycznych Praktyk Wykonawczych Akademii Muzycznej w Katowicach. Założyciel grającego na instrumentach historycznych zespołu „Concerto Polacco”.
Absolwent Akademii Muzycznej w Warszawie (organy – Józef Serafin, klawesyn – Leszek Kędracki). Kształcił się także we Francji (Strasbourg), Niemczech (Saarbrücken) i Holandii (Amsterdam) pod kierunkiem Aline Zylberajch i Boba van Asperena (klawesyn) oraz Daniela Rotha (organy).
Otrzymał pierwsze nagrody Conservatoire de Strasbourg w dziedzinie organów i klawesynu oraz dyplom koncertowy Musikhochschule des Saarlandes. W późniejszym okresie studiował również improwizację organową pod kierunkiem Juliana Gembalskiego w Akademii Muzycznej w Katowicach.
W roku 1985 został laureatem I Ogólnopolskiego Konkursu Klawesynowego im. Wandy Landowskiej w Krakowie.
Dokonał licznych nagrań płytowych. Jest współautorem (wspólnie z Markiem Pilchem) i redaktorem podręcznika „Dawne temperacje. Podstawy akustyczne i praktyczne wykorzystanie”.
Od 1 września 2015 roku pracował w ZPSM im. F. Chopina w Warszawie jako nauczyciel klasy organów i klawesynu.

## Dyskografia
- organista di camera – Marek Toporowski an der Orgel der Burgkapelle Schönfels, Marek Toporowski przy organach kaplicy zamkowej w Schönfels (1997 label harp / edition labium Knut Becker, Berlin)
- Marek Toporowski, Solamente Naturali, Didier Talpain – Carl Philipp Emanuel Bach, Music For Hamburg (2010, Brilliant Classics)
- Teresa Kamińska, Marek Toporowski – Johann Sebastian Bach – A cinque cordes (2013, Musicon)
- Marek Toporowski – Bohdanowicz, Elsner, Ogiński, Harpsichord Works (2002, Acte Prealable)
- Marek Toporowski – George Frederick Pinto, Complete Piano Music (2019, Piano Classics)